# 丸岡啓二
丸岡 啓二（まるおか けいじ、1953年4月17日 - ）は、日本の有機化学者。キラル相間移動触媒やキラル有機分子触媒、キラルルイス酸などに関する研究で知られる。京都大学大学院理学研究科化学専攻教授を歴任。三重県松阪市出身。

## 経歴
- 1976年 京都大学工学部卒業
- 1980年 ハワイ大学大学院化学科博士課程修了・名古屋大学工学部助手
- 1985年 名古屋大学工学部講師
- 1990年 名古屋大学工学部助教授
- 1995年 北海道大学大学院理学研究科化学専攻教授
- 2000年 京都大学大学院理学研究科化学専攻教授・北海道大学大学院理学研究科化学専攻教授（併任）
- 2001年 京都大学大学院理学研究科化学専攻教授

## 受賞歴・叙勲歴
- 1985年 日本化学会進歩賞
- 2000年 井上学術賞
- 2002年 市村学術賞
- 2003年 有機合成化学協会賞
- 2004年 名古屋シルバーメダル
- 2006年 グリーン・サステイナブル・ケミストリー賞・文部科学大臣賞
- 2007年 日本化学会賞
- 2010年 中日文化賞
- 2011年 Arthur C. Cope Scholar Award、紫綬褒章受章[1]
- 2011年 フンボルト賞[2]
- 2011年 東レ科学技術賞
- 2016年 高砂香料国際賞「野依賞」
- 2018年 日本学士院賞
- 2022年 藤原賞